# Freja Ravn
Freja Ravn (Copenhague, 17 de febrero de 2000) es una deportista danesa que compite en bádminton. Ganó una medalla de bronce en el Campeonato Europeo de Bádminton de 2022, en la prueba de dobles.

## Palmarés internacional
| Campeonato Europeo | Campeonato Europeo | Campeonato Europeo | Campeonato Europeo |
| Año                | Lugar              | Medalla            | Prueba             |
| ------------------ | ------------------ | ------------------ | ------------------ |
| 2022               | Madrid (España)    | Medalla de bronce  | Dobles             |